# Subaru Corporation
Subaru Corporation, anteriormente conocida como Fuji Heavy Industries, Ltd. (富士重工業株式会社 Fuji Jūkōgyō Kabushiki-gaisha?), FHI por  sus siglas en inglés, es una compañía japonesa que tiene su origen en la Compañía Aeronáutica Nakajima, que fue el principal fabricante de aeronaves para el Ejército Imperial Japonés durante la Segunda Guerra Mundial. Al finalizar la guerra, Nakajima fue disuelta por el gobierno de la Ocupación Aliada y en 1950 parte de la organización separada ya era conocida como Fuji Heavy Industries. Su principal filial es el fabricante de automóviles Subaru.

## Presidentes de la compañía
- Kenji Kita (1953-1956)
- Takao Yoshida (1956-1963)
- Nobuo Yokota (1963-1970)
- Eiichi Ōhara (1970-1978)
- Sadamichi Sasaki (1978-1985)
- Toshihiro Tajima (1985-1990)
- Isamu Kawai (1990-1996)
- Takeshi Tanaka (1996-2001)
- Kyoji Takenaka (2001-2006)
- Ikuo Mori (2006-2011)
- Yasuyuki Yoshinaga (2012-2018)[1]
- Tomomi Nakamura (2018-presente)

## Productos
- Fuji Rabbit
- Impreza
- Legacy
- Justy
- Levorg
- XV
- Forester
- Outback